# Gutorfölde
Gutorfölde is een plaats (község) en gemeente in het Hongaarse comitaat Zala. Gutorfölde telt 1212 inwoners (2001).

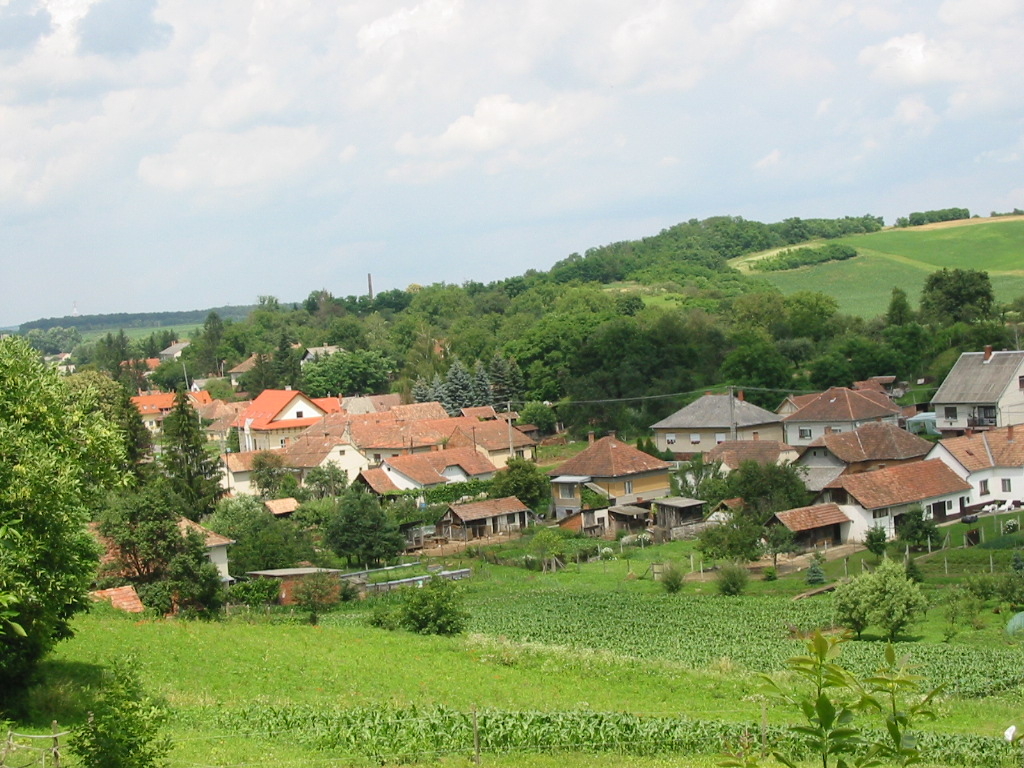